# ديفيد غيست
ديفيد غيست (بالإنجليزية: David Guest)‏ هو لاعب هوكي الحقل أسترالي، ولد في 22 أغسطس 1981 في بورني ‏ في أستراليا.

## وصلات خارجية
- ديفيد غيست على موقع أوليمبيديا (الإنجليزية)